# Бауэр, Татьяна Стефановна
Татьяна Стефановна Бауэр (1924–1944) — участница минского подполья и партизанского движения в Белоруссии в годы Великой Отечественной войны.

## Биография
Родилась в Москве 13 июня 1924 года. Дочь венгерского коммуниста Стефана (Иштвана) Сигизмундовича Бауэра, эмигрировавшего в СССР в 1921 году. Её мать — Е. А. Фёдорова — участница Гражданской войны.
В сентябре 1941 года поступила на исторический факультет Московского университета. В октябре 1941 года, в момент подхода немецких войск к Москве, пошла на завод «Красный пролетарий», где работала до весны 1942 года.
Прекрасное владение немецким и венгерским языками способствовало летом 1942 года её зачислению на работу в тылу врага. После короткой подготовки Бауэр с группой подпольщиков в августе 1942 года была заброшена в район Минска. На явочную квартиру в Минске она пришла под именем Татьяны Климантович, жительницы Витебска. В её задачу входило прежде всего осуществление связи с партизанскими отрядами. Бауэр записывала и распространяла сводки Информбюро, писала листовки, узнавала и передавала партизанам графики движения вражеских поездов, сведения о готовящихся облавах, доставала пропуска и участвовала в организации побегов арестованных.
Осенью 1942 года гестапо удалось внедрить в минское подполье провокатора. Начались массовые аресты. В 1943 году во время операции по спасению приговорённых к расстрелу патриотов Бауэр была ранена. Летом 1944 года руководство минского подполья переправило её в лес к партизанам. Через несколько дней гитлеровское командование бросило против партизан и местных жителей крупный карательный отряд. Начались неравные тяжёлые бои. Татьяна Бауэр погибла в ночь на 15 июня 1944 года в бою возле деревни Маковье (9 км к северу от Икан, Борисовский район (Минская область)). Была похоронена в братской могиле.

### Память
- Указ Президиума Верховного Совета СССР от 6 мая 1969 года о награждении Татьяны Бауэр орденом Отечественной войны I степени[5][страница не указана 1271 день].
- Центральная студия телевидения сняла фильм «Разведчица Таня Бауэр». После просмотра фильма коммунистическая молодёжная организация гимназии венгерского города Шиофок была названа именем Татьяны Бауэр[5][страница не указана 1271 день].
- У входа в московскую школу № 17, которую окончила Татьяна Бауэр, установлена мемориальная доска с именами воспитанников школы, погибших в годы Великой Отечественной войны, среди которых имя Тани Бауэр[5][страница не указана 1271 день].
- Памятная плита в Парке героев вблизи деревни Иканы в Борисовском районе Минской области Белоруссии[6].